# Figurina

La prima figurina Panini, raffigurante Bruno Bolchi

Una figurina è una piccola carta, realizzata generalmente in cartoncino, carta spessa o carta plastificata adesiva, che solitamente contiene l'immagine di una persona, luogo o cosa (reale o immaginaria) ed eventualmente una breve descrizione dell'immagine, insieme ad altri testi (informazioni statistiche o curiosità). La varietà di tipi di carte, schema di presentazione, contenuto della carta e anche materiale usato per la carta è estremamente vario.

## Storia
Il concetto di figurina ha origine dall'idea di associare un messaggio pubblicitario a un'immagine o vignetta impressa su un cartoncino e nasce in Francia verso la metà del XIX secolo. In quel periodo diverse aziende scelgono di promuovere il proprio marchio o un proprio prodotto attraverso la distribuzione gratuita ai propri clienti di vignette illustrate dai temi più disparati nelle quali compare il prodotto o il logo della ditta. La prima figurina conosciuta è prodotta dalla catena di supermercati Bon Marché del 1866, identificabile grazie al calendario stampato sul retro. In realtà questi primi esempi di figurine sono propriamente dei biglietti, per l'uso di sedie o poltrone poste in luoghi con vista panoramica nella Parigi ottocentesca.. Al tempo le tecniche di stampa adottate erano la litografia per la stampa monocromatica, oppure la più evoluta cromolitografia.

### Figurine delle sigarette
Anche le ditte produttrici di sigarette iniziarono a pubblicare figurine promozionali, inizialmente cartoncini pubblicitari inseriti per rinforzare il dorso del pacchetto e successivamente vere e proprie carte da collezione. Al Metropolitan Museum of Art è conservata una carta risalente al 1879 del Marquis of Lorne. Tra le altre prime ditte ad adottarle ci furono la Allen & Ginter negli Stati Uniti d'America nel 1886 e la W.D. & H.O. Wills nel Regno Unito nel 1888. Le figurine, stampate con tecnica litografica, spaziavano su vari argomenti, dalla natura, alla guerra, allo sport - soggetti che risultavano interessanti per gli uomini che fumavano. Per l'inizio del XX secolo, c'erano migliaia di serie di figurine prodotte da più di 300 diverse compagnie. I bambini si piazzavano fuori dai negozi di sigarette per chiedere ai clienti se potevano avere la loro carta. In seguito al successo delle figurine delle sigarette, anche i produttori di altri prodotti iniziarono a includere nel prodotto o far consegnare dal negoziante all'acquisto delle figurine. La seconda guerra mondiale interruppe la produzione di figurine a causa della scarsità della carta e dopo la guerra le figurine delle sigarette non ripresero più a essere distribuite, in parte sostituite dalle figurine distribuite insieme alle bustine del the nel Regno Unito e insieme alle gomme da masticare negli Stati Uniti.

### Figurine Liebig

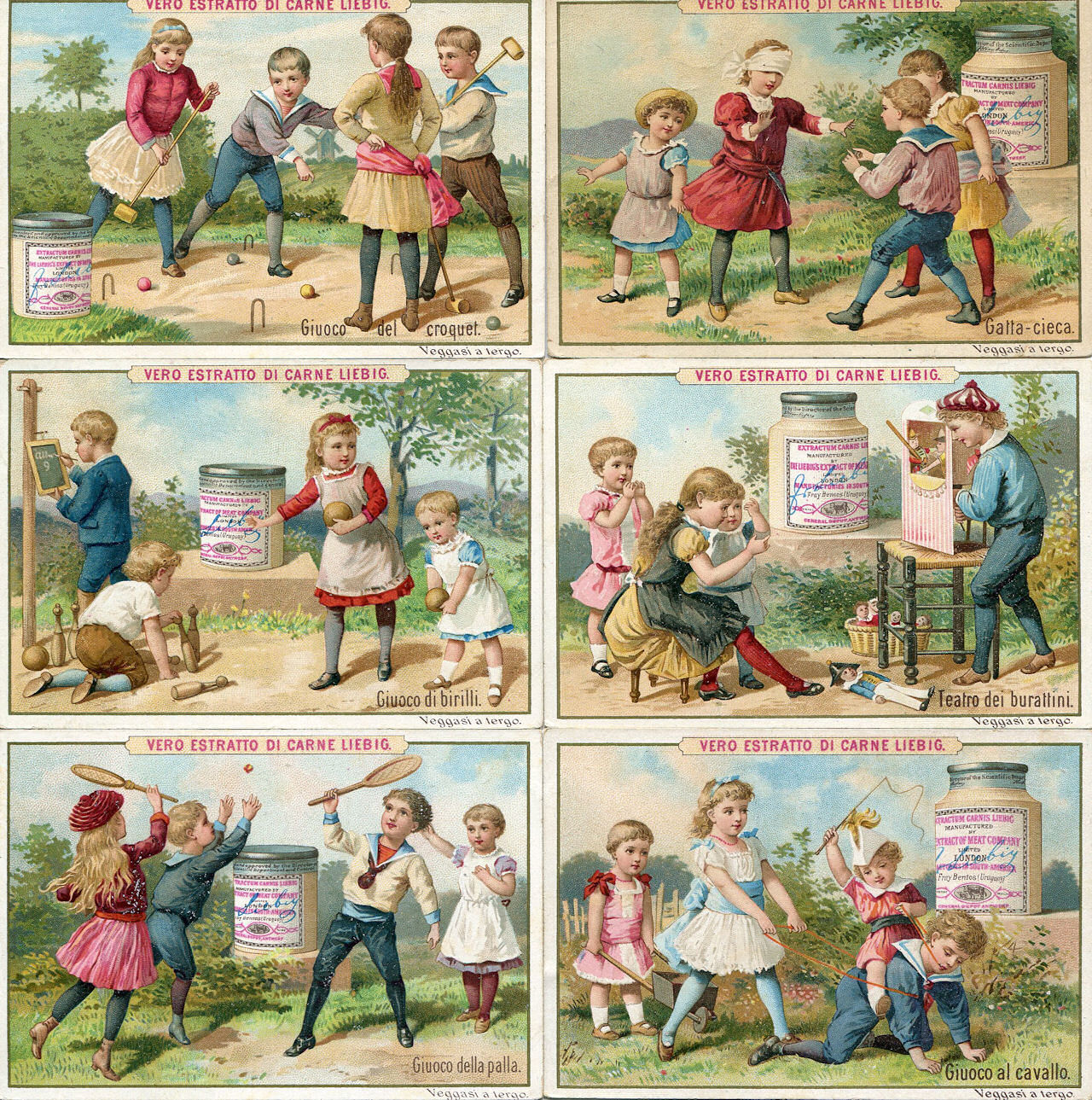
Serie Liebig Italiana n°344 (numerazione Catalogo Sanguinetti)

Nel 1872 il barone Justus Von Liebig, allo scopo di promuovere la commercializzazione del proprio estratto di carne, decide di omaggiare ai propri clienti di figurine, le famose figurine Liebig, raffiguranti scene e soggetti diversi, la cui realizzazione spesso era affidata a veri e propri artisti del periodo. Come tecnica di stampa viene adottata la cromolitografia a 12 colori che consente di ottenere immagini dai colori brillanti e dai dettagli molto curati. La richiesta di tali figurine è subito così elevata che dopo un breve periodo di distribuzione totalmente gratuita si sceglie di abbinare intere serie da sei figurine a una raccolta punti. Le emissioni proseguono per oltre un secolo, fino al 1974, anno in cui ne viene cessata la distribuzione. Complessivamente verranno stampate 1866 serie costituite il più delle volte da 6 figurine ciascuna e dalle dimensioni approssimative di 7 × 11 centimetri.

### Figurine sul baseball
Le prime figurine dedicate al baseball furono stampate alla fine degli anni sessanta del XIX secolo da una ditta di beni sportivi, all'incirca nel periodo in cui il baseball divenne uno sport professionale. La maggior parte delle figurine dedicate al baseball all'inizio del XX secolo provenivano da produttori di tabacco e dolciumi; infatti è una serie dedicata al baseball, conosciuta come "T-106 tobacco card set", distribuita dalla American Tobacco Company nel 1909 ad essere considerata la serie più popolare dai collezionisti di figurine di sigarette.
La Topps Chewing Gum, ora Topps Company, iniziò a inserire figurine nei pacchetti di gomma da masticare nel 1950, dedicate ad argomenti come programmi televisivi, film sui cowboy, la caccia grossa in Africa e football americano. La Topps produsse nel 1952, progettata da Sy Berger, le prime serie sul baseball complete di dati statistici e risultati sportivi. La Topps fu leader nel mercato delle figurine, non solo sportive, dal 1956 fino al 1980. A partire dal 1981 le figurine vennero prodotte per essere vendute da sole e non per essere inserite in pacchetti di gomma da masticare.

### Italia
Anche se già intorno al 1865 la Società Romana dei Tramway aveva pubblicato biglietti da 15 centesimi raffiguranti panorami romani, in generale il fenomeno in Italia rimane abbastanza circoscritto e generalmente limitato ai bambini fino al 1934, quando la EIAR pubblica la prima grande raccolta nazionale di figurine, abbinata al programma radiofonico I Quattro Moschettieri: il programma, offerto dall'azienda Buitoni-Perugina, costituisce "il primo caso di sponsorizzazione in Italia"; tra le iniziative promozionali abbinate alla trasmissione, di particolare successo, nelle edizioni del 1936 e del 1937, è il concorso a premi basato sulla raccolta di figurine disegnate da Angelo Bioletto, contenute nelle confezioni dei prodotti dello sponsor.
Centocinquanta album completi consentivano di vincere una Topolino; tra il luglio del 1936 e il marzo del 1937 ne furono distribuite ben 200, e l'interesse venne accentuato dal fatto che alcune figurine erano rare o introvabili, prima fra tutte quella del Feroce Saladino. Il concorso legato alla raccolta delle figurine non fu circoscritto solo all'ambito pubblicitario, ma divenne un fatto di costume nazionale: se ne interessarono giornali e riviste, vennero girati film che prendevano spunto dall'evento (Il feroce Saladino di Mario Bonnard del 1937), presso i negozi della Perugina verranno aperte vere e proprie "borse delle figurine", si pubblicheranno giornali con le "quotazioni" delle stesse, che, in alcuni casi, verranno addirittura falsificate.
Nel 1936 la ditta veronese Prodotti Dolciari V.A.V. ("Venturini Antonio Verona") inizia a pubblicare figurine di "caricature" come raccolta premio abbinata ai suoi prodotti. Successivamente pubblicherà un paio di albi di figurine patriottiche durante la seconda guerra mondiale, un albo dedicato agli alleati dopo la guerra e, fino alla metà degli anni sessanta, raccolte dedicate al calcio, ciclismo e al mondo dello spettacolo. A partire dal 1953 abbinerà alle figurine anche degli albi in cui raccoglierle, che in maniera simile agli album per le fotografie avevano linguelle in cui infilare le figurine.

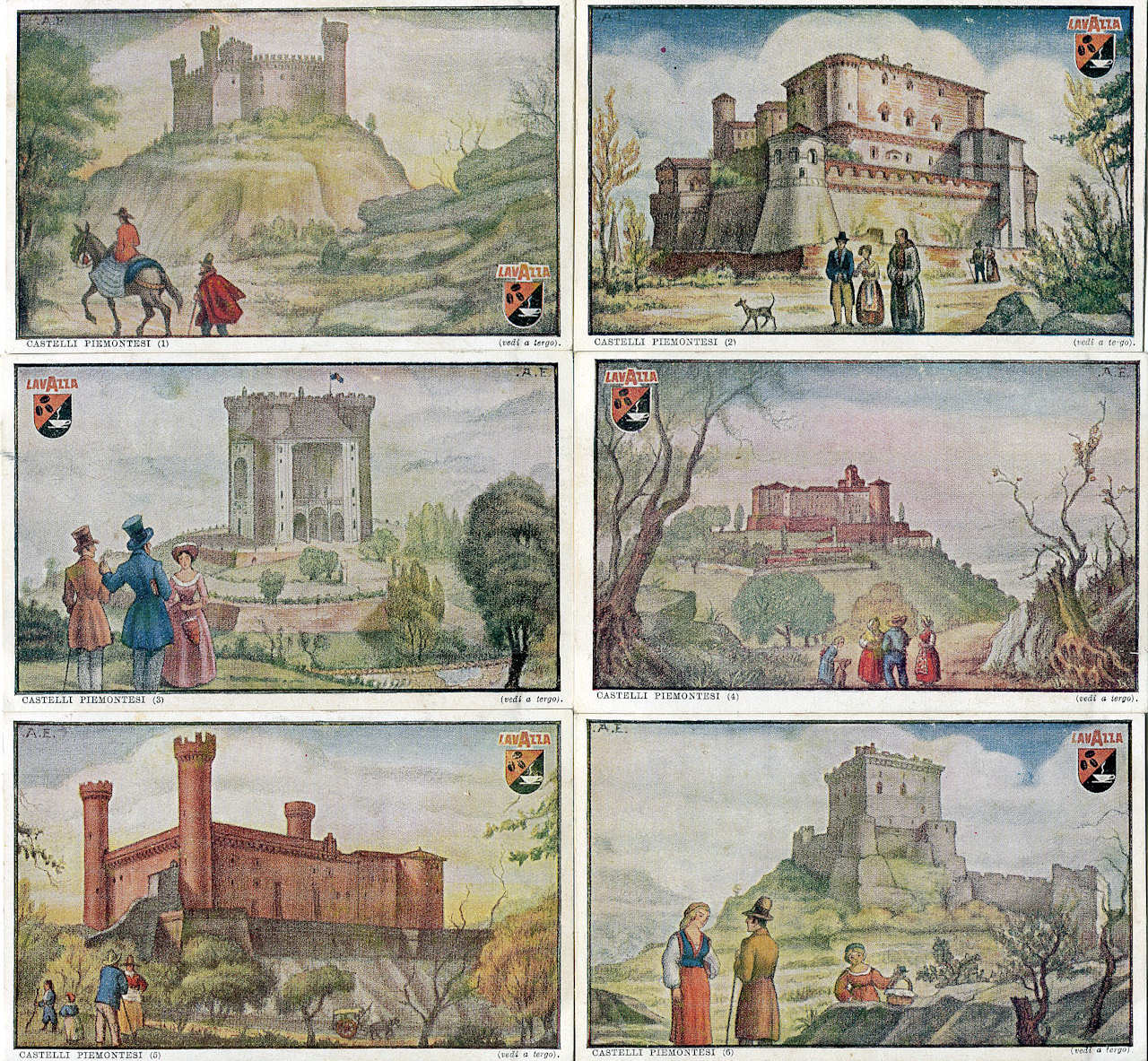
Serie Lavazza nº1 "Castelli Piemontesi" emessa nel 1949

Nel 1949 l'azienda Italiana Luigi Lavazza S.p.A., sulla scia del successo delle figurine Liebig, inizia la distribuzione di figurine distribuite in seriette da sei e raffiguranti scene diverse, legate a molteplici tematiche: sono le famose figurine Lavazza, la cui distribuzione cesserà solamente nel 1969 con al seguito ben 283 serie realizzate.
È nel 1950, grazie alle Edizioni Astra e al fortunato album "Animali di tutto il mondo" (ristampato fino al 1969) che gli italiani si appassioneranno alle figurine, che non sono più abbinate a un prodotto commerciale o programma televisivo o radiofonico, ma vendute come prodotto di per sé da collezionare.
In Italia le raccolte di figurine più famose sono quelle dei calciatori Panini, prodotte dall'omonima casa editrice modenese, stampate annualmente a partire dal 1961; un'altra casa editrice specializzata in figurine è stata la torinese Edis. Diffuse sono anche le figurine dedicate ai fumetti e a serie televisive di cartoni animati o telefilm.
In Italia la figurina "moderna" è un'immagine plastificata adesiva da collezionismo. Il formato standard di una figurina è 4,9 × 6,5 cm, ma possono anche essere più grandi. Le figurine vengono prodotte in una precisa serie tematica, ad esempio di calciatori, serie TV o film, e vengono raccolte nel corrispondente "album di figurine", un libretto disegnato a tal fine, di solito avente formato 23 × 27 cm, con circa 32 pagine e progettato per ospitare dalle 180 alle 240 figurine. La prima e la quarta di copertina sono spesso dedicate al soggetto della raccolta. Le pagine interne possono includere testo e immagini del soggetto, così come illustrazioni ed altri elementi grafici a esso correlati. È consuetudine, in fase di realizzazione, accludere all'interno dell'album un foglio contenente 4 figurine della raccolta come omaggio all'acquirente. Per incollare una figurina sull'album occorre rimuovere la pellicola (in genere carta siliconata) sul retro della figura, liberando così la parte adesiva. Sulla pellicola è stampato il numero identificativo della figurina, che costituisce il riferimento alla posizione all'interno dell'album.
Le figurine vengono vendute nelle edicole a pacchetti (bustine), in numero variabile. Di solito ogni bustina contiene dalle 4 alle 7 figurine. L'assortimento di figurine all'interno dei pacchetti è casuale, così capita spesso che vengano acquistate figurine già in possesso. Il collezionista quindi si forma presto il cosiddetto mazzetto delle doppie, utile per gli scambi di figurine con altri collezionisti.

## Giochi di carte collezionabili
Oltre che oggetto di semplice collezionismo le figurine divennero anche un gioco con l'ideazione di Magic: l'Adunanza, ad ambientazione fantasy, progettato da Richard Garfield e pubblicato dalla Wizards of the Coast nel 1993. In Italia ebbe un certo successo nei primi anni novanta Mutant Chronicles. Più tardi le edizioni Alchemia produssero il gioco di carte di Ken il guerriero, ispirato all'omonimo manga, e il gioco di carte di Dragon Ball, anch'esso ispirato all'omonimo manga. Un altro gioco di carte ad ambientazione fantasy, ispirato in particolare agli scenari di Dungeons & Dragons creato nei primi anni '90 e piuttosto noto negli USA, è Spellfire. Attualmente, oltre a Magic, sono diffusi anche il Pokémon Trading Card Game, l'Harry Potter Trading Card Game, Yu-gi-oh!, Duel Masters, Eresia di Horus, Il Trono di Spade, Rat-Man - Il gioco senza nome, The Eye of Judgment, Warcraft TCG, Wizards of Mickey e i Gormiti.

## Tipologie

### Lamincards
Le lamincards sono una particolare tipologia di figurine stampate su pvc trasparente. Il loro formato standard è 63 × 89 mm. Sono vendute in buste che possono contenere dalle 4 alle 5 card.

### Photocards
Le photocards sono una particolare tipologia di figurine stampate su carta speciale simile alla carta fotografica. Il loro formato standard è 15 x 10 cm o 10 x 13 cm. Sono vendute in buste che possono contenere dalle 6 alle 8 card.